# エリック・バレント (法学者)
エリック・M・バレント（Eric M. Barendt）は、ユニヴァーシティ・カレッジ・ロンドンのメディア法の教授。オックスフォード大学でBCLとMAの学位を取得して卒業した後、バレントはグレイ法曹院の弁護士資格を得た。 彼は1971年にオックスフォードの聖キャサリンズ・カレッジでフェローとして法律の講義を始めた。1990年に彼はオックスフォードを離れ、ユニヴァーシティ・カレッジ・ロンドンでイギリスで最初のメディア法の教授となった。彼はまた、学部レベルで法学を教えている。 彼はローマ・ラ・サピエンツァ大学、シエナ大学、メルボルン大学、パンテオン・アサス大学大学の客員教授を務めている。

## 著作
- Freedom of Speech, 2007, ISBN 978-0199225811
- Academic Freedom and the Law: A Comparative Study, 2010, ISBN 978-1841136943